# Real Olímpico
El Deportivo Real Olímpico FC o simplemente Real Olímpico es un club de fútbol peruano del distrito de San Martín de Porres en la ciudad de Lima. Fue fundado en 1960. Ascendió a la Liga Mayor de Fútbol de Lima en 1985. Luego retornó a su liga origen y participa en las competiciones de la Copa Perú, etapa distrital.

## Historia
Inicialmente el club se fundó como Club Depotivo Real Olímpico,  el 15 de abril de 1960. Ese mismo año se afilió a la segunda división distrital de San Martín de Porres donde salió campeón. Luego por muchos años, participó en la primera división distrital sin mayores éxitos. En 1985, logró el campeonato de la liga y la clasificación a la Liga Mayor de Fútbol de Lima, donde fue eliminado posteriormente. 

### Ascenso a Segunda División
En 1987, tras derrotar en un repechaje a Tejidos La Unión, clasificó al hexagonal del Interligas de Lima donde terminó en segundo lugar detrás del Defensor Rímac de Chaclacayo, lo que les otorgó el ascenso a Segunda División.de 1988.
Participó en Segunda entre 1988 hasta 1991 sin clasificar a la liguilla final en  ninguna edición. 
En 1991 perdió la categoría. Luego por un largo tiempo estuvo inactivo en el fútbol.

### Renacimiento
En 2006 reapareció en la Tercera División de San Martín de Porres, refundado como Deportivo Real Olímpico F.C., logrando campeonar y subir a la Segunda División para el periodo 2007. Luego de campeonar en la Segunda Distrital de San Martín de Porres vuelve a la Primera distrital.
El club quedó antepenúltimo de la Serie A de la Liga de San Martín de Porres en la temporada 2012, jugando una liguilla final por el descenso y salvando la categoría. Para el año 2013, logró ser subcampeón de la Serie B de la Distrital y disputando el tercer cupo al Interligas de Lima contra Sport Santo Toribio. Desafortunadamente Real Olímpico F.C. perdió por 0-6, siendo eliminado. Para la temporada 2014, el club logró alcanzar el cuarto puesto en la Serie A en su Liga Distrital. Para el periodo 2015, Real Olímpico escalar el tercer puesto de la serie B de la liga.
Su mejor campaña fue durante el 2016, el club logra el subcampeonato de la serie B detrás del AD Solidaridad. Ambos se enfrentaría a los dos mejores de la serie A, para perfilarse los representantes a las interligas. Real Olímpico debió jugar contra el Sport Juventud Santo Toribio, su viejo rival, por el tercer cupo. Finalmente por problemas internos, el club renunció al encuentro, perdiendo su oportunidad de clasificar.
Para el año 2017, el club no presentó a participar en la Primera División de la liga y desde entonces no ha vuelto a participar en torneos oficiales.

## Actualidad
En la actualidad la institución retornó a su nombre original: Club Deportivo Real Olímpico, el cual se encuentra desafiliado. Sus exjugadores participa en campeonatos de fútbol máster del distrito y competiciones de otros equipos de la capital. Adicionalmente, se espera que los socios y directivos del club reactive al equipo principal y volverlo  afiliar a la Segunda División Distrital de San Martín de Porres en un futuro cercano.

## Emblema

### Club Real Olímpico/Atlético Real Olímpico/Deportivo Real Olímpico
El emblema del club, lo formaba una corona, de bajo de ella tres aros entrelazados. Cada aro, tenía un letra  CRO (Club Real Olímpico). Tanto el color de la corona, los aros y las letras eran negras en la camiseta blanca del club. 

### Club Deportivo Real Olímpico F.C.
En este caso, el nuevo emblema se parece mucho al de su sucesor. En el diseño inicial, una corona dorada, debajo de ella tres aros olímpicos de colores. Un círculo formado por las palabras Real Olímpico F.C. y San Martín de Porres. En otro diseño aumenta a cinco los aros olímpicos.

## Indumentaria
- Titular: Camiseta Blanca, short negro y medias blancas.

### Indumentaria y patrocinador
| Periodo   | Proveedor |
| --------- | --------- |
| 1979-1999 | Calvo     |

| Periodo   | Patrocinador   |
| --------- | -------------- |
| 1980-1985 | FAMP           |
| 1986-1988 | Vega           |
| 1989      | EDWARD-UP      |
| 1991-1993 | Baterías ANCOR |

## D.T.
- Eleazar Soria
- Mario La Foca Gonzales

## Jugadores
| - José Velásquez Navarrete - Armando Portilla Carrillo - Agapito Rodríguez - Negro Carty - Chuyari | - Tito Rey Muñoz - Humberto Mosquera - Pepelucho - Nalvarte - El chato Lala | - Carlos Laura - Humberto Pastrana - Americo Mejia Tarazona - Alberto Quintos - Reynaldo Pastrana Lazarte | - Glorioso Ramírez Roncal - Elgar Urbina - Víctor Laura Montero - Edy Villanueva - Pipo Arteaga | - Manuel Ángel Troya - Juan Carlos Chiuyare Lara - Guillermo Sulca - Gino Moreno |

## Nota
- El Real Olímipco solía pactar y jugar partidos de práctica con Universitario de Deportes.

## Datos del club
- Temporadas en Segunda División: 4 (1988 - 1991).

## Sede
El club cuenta con un local ubicado en el jirón Huamán Poma N.º 786 en el distrito de San Martín de Porres.

## Palmarés

### Torneos Regionales
- Campeón Región IX: 1987.
- Campeón Liga Distrital S.M.P.: 1985.
- Campeón Segunda Distrital S.M.P.: 2007.
- Subcampeón Liga Distrital S.M.P. Serie B (2): 2013 y 2016.
- Tercero Liga Distrital S.M.P. Serie B: 2015.
- Cuarto Liga Distrital S.M.P. Serie A: 2014.
- Cuarto Puesto Primera Distrital S.M.P. : 2016.

## Enlaces
- Facebook Privado de miembros del Real Olímpico
- Presidente Germán Hoyos
- Reunión de exjugadores y socios del Club Deportivo Real Olímpico
- Anécdotas del Real Olímpico F.C.
- Fundación del Club Deportivo Real Olímpico
- Galería Real Olímpico/Atlético Real Olímpico
- Facebook Privado de miembros del Deportivo Real Olímpico F.C.
- Aniversario 60, Club Real Olímpico
- Liga de San Martín de Porres 2016

- Datos: Q6102083